# Crocostola hyperphyes
Crocostola hyperphyes är en fjärilsart som beskrevs av Diakonoff 1953. Crocostola hyperphyes ingår i släktet Crocostola och familjen vecklare. Inga underarter finns listade i Catalogue of Life.